# Oleg Ruboš
Oleg Ruboš (24. června 1924, Přelouč - 22. listopadu 2019) byl bývalý český automobilový a silniční motocyklový závodník.

## Závodní kariéra
V místrovství Československa startoval v letech 1960-1961 v kategorii sidecarů. Spolujezdce mu dělal Miroslav Černoch. V celkové klasifikaci skončil nejlépe v roce 1961 na 2. místě. Jezdil s motocyklem Norton, který koupil od Antonína Vitvara.

## Umístění
- Mistrovství Československa silničních motocyklů
  - 1960 sidecary – nebodoval
  - 1961 sidecary – 2. místo